# FK LP Super Sport Sofia
Der FK LP Super Sport Sofia ist ein bulgarischer Frauenfußballverein aus Sofia.

## Geschichte
Der Verein wurde 2001 gegründet und stieg schnell in die Bulgarische Fußballmeisterschaft der Frauen auf. Ihre größten Erfolge waren bisher der Gewinn des Meistertitels in der Saison 2003/04 sowie drei Pokalsiege. Sie nahmen außerdem 2004/05 am UEFA Women’s Cup teil, schieden dort aber bereits in der ersten Runde aus.

## Erfolge
- Meister Bulgarien: 2003/04
- Pokalsieger Bulgarien: 2002/03, 2004/05, 2005/06

## UEFA Women’s Cup
|                          |                   |                     |     |  |  |
| UEFA Women’s Cup 2004/05 | 1. Runde Gruppe 1 | Alma KTZH           | 1:5 |  |  |
|                          |                   | SK Slavia Prag      | 0:3 |  |  |
|                          |                   | MŠK Žiar nad Hronom | 2:2 |  |  |